# Interlaken (Nova Jérsei)
Interlaken é um distrito localizado no estado americano de Nova Jérsei, no Condado de Monmouth.

## Demografia
Segundo o censo americano de 2000, a sua população era de 900 habitantes.
Em 2006, foi estimada uma população de 881, um decréscimo de 19 (-2.1%).

## Geografia
De acordo com o United States Census Bureau tem uma área de
1,0 km², dos quais 0,9 km² cobertos por terra e 0,1 km² cobertos por água.

## Localidades na vizinhança
O diagrama seguinte representa as localidades num raio de 4 km ao redor de Interlaken.